# Skamlingsbankeselskabet
Skamlingsbankeselskabet er en forening, der blev oprettet i 1843 og siden da har bestyret Skamlingsbanken.

## Historie
Grunden til foreningens oprettelse var politisk og patriotisk betonet. Foreningen startede ved en festlighed i Sommersted, hvor initiativtagerne Hans Iver Staal, Laurids Skau og andre personer, ville fejre Peter Hiort Lorenzens og Nis Lorentzens taler i Stændersalen i Rendsborg. De havde begge talt på dansk i Stænderforsamlingen, hvilket tyskerne opfattede som en fornærmelse, mens dansksindede sønderjyder så det som en patriotisk sejr. Under festlighederne fortalte Hans Iver Staal, at nogle patriotiske mænd fra hans egn, havde valgt at fejre d. 14 maj hvert år, for at hædre det kongelige reskript af 14. maj 1840, hvor dansk indføres i de offentlige forhold, der omhandlede kirke- og skolesprog.
De havde udset sig Skamlingsbanken, hvor de havde sikret sig 7 tønder land som forsamlingssted. De overraskede og begejstrede mødedeltagere nedsatte straks et udvalg, der skulle samle de 440 daler kurant som Skamlingsbanken kostede. Det lykkedes efter et par uger. Formelt set gik Skamlingsbanken først over i foreningens eje i 1854, hvor de fik kongens underskrift som retsligt bestående og kongeligt autoriseret. En af Danmarks højeste flagstænger, står på Skamlingsbanken, hvor Skamlingsbankeselskabet siden 1891 har haft tilladelse til at flage med splitflag.